# Guds stad (bok)

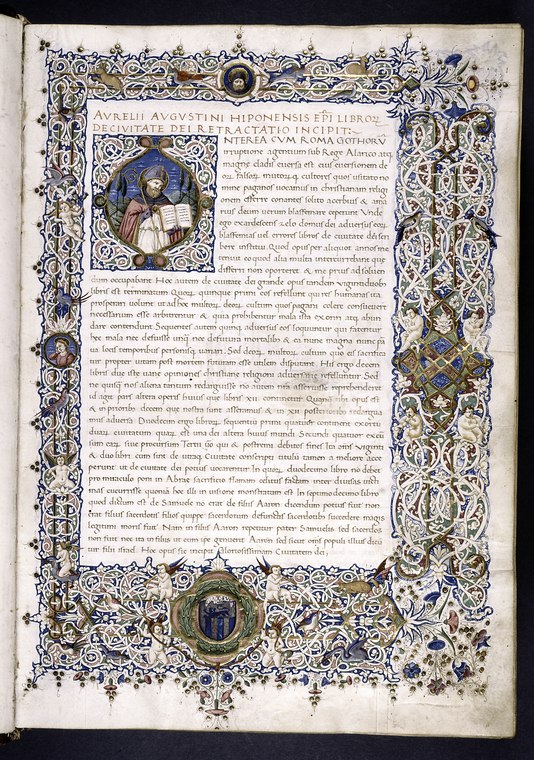
Första sidan i en avskrift från 1400-talet

Guds stad (latin: De civitate Dei) är ett bokverk från början av 400-talet av den kristne kyrkofadern Augustinus. Det avhandlar Augustinus' syn på kristendomen i förhållande till konkurrerande religioner och dess plats i Romarriket. Verket skrevs efter visigoternas plundring av Rom 410, vilket hade fått många romare att ifrågasätta kristendomens ställning som statsreligion. Ett av de mest inflytelserika inslagen i Guds stad är dess argument för att kristendomen bör fokusera på andliga angelägenheter. Augustinus skildrar världshistorien som en konflikt mellan det världsliga och det gudomliga, och menar att det gudomliga i slutänden kommer att segra. Detta dualistiska synsätt har sin bakgrund i att Augustinus tidigare hade varit anhängare av manikeismen; i Guds stad dömer han dock ut manikeismen som kättersk.
Verket består av 22 böcker som kan delas upp i två övergripande delar, vilka i sin tur kan delas upp i två respektive tre delar. 

## Översättningar
Guds stad finns inte översättning i sin helhet till svenska. Bengt Ellenberger har översatt delarna 19-22.. Verket översattes i sin helhet  till danska av Bent Dalsgaard Larsen och publicerades i fem volymer med titeln Om Guds stad 1984–1996. Boken har även publicerats med parallell text på latin och engelska i sju volymer i Loeb classical library under titeln The city of God against the pagans.